# サムソン・テクノロジーズ
サムソン・テクノロジーズ（Samson Technologies）は、アメリカ合衆国ニューヨーク州に本社を置く音響機器メーカーである。
主にスピーカー、マイクロフォン等の音響機器を製造し、アメリカ合衆国内外に販売している。身近なところではカラオケマイクなどがある。